# 83-42
83-42 er en 4 meter høj klippeø som ligger nord for Grønland. Den kaldes også Schmitts Ø efter amerikaneren Dennis Schmitt, der opdagede øen.
Øen kan være klodens nordligste landområde, da den ligger 700 kilometer fra Nordpolen. Der vokser lav på øen, hvilket beviser at den ikke er en sandbanke som fx Oodaaq Ø, der ofte anses for at være verdens nordligste. Oodaaq Ø ligger dog 705 kilometer fra Nordpolen, så 83-42 har en nordligere beliggenhed.